# Lijst van Surinaamse ministers van Economische Zaken
Lijst van ministers van Economische Zaken (in het verleden ook Economische Zaken en ook wel Transport, Handel en Industrie) van Suriname. Tot midden jaren 50 werd de term landsminister gebruikt.
| Ministerie                                                     | Minister                 | Periode      | Kabinet             |
| -------------------------------------------------------------- | ------------------------ | ------------ | ------------------- |
| Economische Zaken                                              | Adolf Brakke             | 1948 - 1949  | May (CAB)           |
| Economische Zaken                                              | Julius Caesar de Miranda | 1949 - 1951  | De Miranda          |
| Economische Zaken                                              | Archibald Currie         | 1951 - 1952  | Drielsma / Buiskool |
| Economische Zaken                                              | Julius Curiël            | 1952 - 1955  | Drielsma / Buiskool |
| Economische Zaken                                              | Julius Curiël            | 1952 - 1955  | Alberga / Currie    |
| Economische Zaken                                              | Edward de Veer           | 1955 - 1958  | Ferrier             |
| Economische Zaken                                              | Paul van Philips         | 1958 - 1961  | Emanuels            |
| Economische Zaken                                              | Ludwig Zuiverloon        | 1961 - 1963  | Emanuels            |
| Economische Zaken                                              | Coen Ooft                | 1963         | Pengel I            |
| Economische Zaken                                              | Hendrik Soemodihardjo    | 1963 - 1964  | Pengel I            |
| Economische Zaken                                              | August Riboet            | 1964         | Pengel I            |
| Economische Zaken                                              | André Soeperman          | 1964 - 1965  | Pengel I            |
| Economische Zaken                                              | George Rakim             | 1965 - 1967  | Pengel I            |
| Handel en Industrie                                            | George Rakim             | 1967 - 1969  | Pengel II           |
| Handel en Industrie                                            | Willy Cairo              | 1969         | May                 |
| Economische Zaken                                              | Just Rens                | 1969 - 1973  | Sedney              |
| Economische Zaken                                              | Eddy Bruma               | 1973 - 1977  | Arron I             |
| Economische Zaken                                              | Ludwig Zuiverloon        | 1977 - 1980  | Arron II            |
| Economische Zaken                                              | Enrico Abrahams          | 1980         | Chin A Sen I        |
| Economische Zaken                                              | Marcel Chehin            | 1980         | Chin A Sen II       |
| Economische Zaken                                              | Henk Chin A Sen*         | 1980 - 1980  | Chin A Sen II       |
| Economische Zaken                                              | Imro Fong Poen           | 1980 - 1982  | Chin A Sen II       |
| Transport, Handel en Industrie                                 | Imro Fong Poen           | 1982         | Neijhorst           |
| Transport, Handel en Industrie                                 | Imro Fong Poen           | 1983 - 1984  | Alibux              |
| Transport, Handel en Industrie                                 | Imro Fong Poen           | 1984 - 1985  | Udenhout I          |
| Transport, Handel en Industrie                                 | Imro Fong Poen           | 1985 - 1986  | Udenhout II         |
| Transport, Handel en Industrie                                 | Wim de Miranda           | 1986 - 1987  | Radhakishun         |
| Transport, Handel en Industrie                                 | René Reeder              | 1987 - 1988  | Wijdenbosch I       |
| Economische Zaken                                              | Wilfred Grep             | 1988 - 1990  | Shankar             |
| Economische Zaken                                              | Humbert Eersel           | 1991         | Kraag               |
| Handel en Industrie                                            | Tjan Gobardhan           | 1991 - 1993  | Venetiaan I         |
| Handel en Industrie                                            | Richard Kalloe           | 1993 - 1996  | Venetiaan I         |
| Handel en Industrie                                            | Robby Dragman            | 1996 - 1999  | Wijdenbosch II      |
| Handel en Industrie                                            | Sonny Kertoidjojo        | 1999 - 2000  | Wijdenbosch II      |
| Handel en Industrie                                            | Jack Tjon Tjin Joe       | 2000 - 2002  | Venetiaan II        |
| Handel en Industrie                                            | Paul Somohardjo*         | 2002         | Venetiaan II        |
| Handel en Industrie                                            | Michael Jong Tjien Fa    | 2002 - 2005  | Venetiaan II        |
| Handel en Industrie                                            | Siegfried Gilds          | 2005 - 2006  | Venetiaan III       |
| Handel en Industrie                                            | Clifford Marica          | 2006 - 2010  | Venetiaan III       |
| Handel en Industrie                                            | Michael Miskin           | 2010 - 2012  | Bouterse I          |
| Handel en Industrie                                            | Raymond Sapoen           | 2012 - 2014  | Bouterse I          |
| Handel en Industrie                                            | Don Tosendjojo           | 2014 - 2015  | Bouterse I          |
| Handel, Industrie en Toerisme                                  | Sieglien Burleson        | 2015 - 2017  | Bouterse II         |
| Handel, Industrie en Toerisme                                  | Ferdinand Welzijn        | 2017 - 2018  | Bouterse II         |
| Handel, Industrie en Toerisme                                  | Stephen Tsang            | 2018 - 2020  | Bouterse II         |
| Economische Zaken, Ondernemerschap en Technologische Innovatie | Saskia Walden            | 2020 - 2022  | Santokhi            |
| Economische Zaken, Ondernemerschap en Technologische Innovatie | Rishma Kuldipsingh       | 2022 - 2025  | Santokhi            |
| Economische Zaken                                              | Andrew Baasaron          | 2025 - heden | Simons              |

* = waarnemend minister
Arbeid · Binnenlandse Zaken · Buitenlandse Zaken · Defensie · Economische Zaken · Financiën · Justitie en Politie · Landbouw, Veeteelt en Visserij · Natuurlijke Hulpbronnen · Onderwijs en Volksontwikkeling · Openbare Werken · Planning en Ontwikkelingssamenwerking · Regionale Ontwikkeling · Ruimtelijke Ordening, Grond- en Bosbeheer · Sociale Zaken en Volkshuisvesting · Sport- en Jeugdzaken · Transport, Communicatie en Toerisme · Volksgezondheid
premier · president · vicepresident
gouverneurs (1650-1954) · gouverneurs (1954-1975) · gevolmachtigd ministers van Suriname